# Мульма
Мульма (тат. Мөлмә) — село в Высокогорском районе Республики Татарстан. Административный центр Мульминского сельского поселения. Родина Героя Социалистического Труда И. Г. Шайхутдинова.

## География
Село находится на реке Красная, в 27 км к северо-востоку от районного центра — посёлка Высокая Гора.

## История
Первоисточники упоминают о селе с XVII века. В сословном плане, в XVIII веке и вплоть до 1860-х годов, жителей села причисляли к  государственным крестьянам. Традиционные занятия жителей — земледелие и скотоводство, были распространены пчеловодство, кирпичный промысел.
В «Списке населенных мест по сведениям 1859 года», изданном в 1866 году, населённый пункт упомянут как казённые деревни Мульма (Починок Муллин) 1-го стана Казанского уезда Казанской губернии. Располагались при речках Серде и Красной, по левую сторону Сибирского почтового тракта, в 42 верстах от губернского города Казани и в 25 верстах от становой квартиры во владельческой деревне Пермяки (Богородское). В деревнях в 91 дворе жили 594 человека (286 мужчин и 308 женщин). Была мечеть.
По сведениям из первоисточников, в начале XX столетия в селе были волостное правление; действовали 2 мечети, 2 мектеба, ветряная мельница, 2 мелочные лавки. В этот период земельный надел сельской общины составлял 1536,4 десятин. 
Административно, до 1920 года село являлось центром Мульминской волости Казанского уезда Казанской губернии, С 1920 года в составе Арского кантона ТАССР. С 10 августа 1930 года в Арском, с 10 февраля 1935 года в Высокогорском, с 1 февраля 1963 года в Арском, с 12 января 1965 года в Высокогорском районах.
В 1929 году в селе была образована артель по пошиву обуви «Тукай». В 1930 году в селе был организован колхоз имени Ворошилова. С 1950 года село в составе колхоза «Татарстан» (в селе располагалось правление), с 1995 года — коллективное предприятие «Татарстан». С 2000 гда — сельскохозяйственный производственный кооператив «Татарстан», с 2010 года — общество с ограниченной ответственностью «Агрофирма «Татарстан».

## Население
| 1782 | 1859 | 1897 | 1908 | 1920 | 1926 | 1938 | 1949 | 1958 | 1970 | 1989 | 2002 | 2010 | 2017 |
| ---- | ---- | ---- | ---- | ---- | ---- | ---- | ---- | ---- | ---- | ---- | ---- | ---- | ---- |
| 147  | 606  | 947  | 1189 | 1141 | 1084 | 1074 | 855  | 753  | 758  | 664  | 676  | 699  | 734  |

### Национальный состав
Согласно результатам переписи 2002 года, в национальной структуре населения татары составляли 99 % из 676 чел..

## Экономика
Полеводство, животноводство.

## Инфраструктура
В селе действуют средняя школа (с 1924 г. как начальная), библиотека (с 1929 г.), дом культуры (с 1948 г.), Центр внешкольной работы «Тулпар» (с 2010 г.), фельдшерско-акушерский пункт.

## Религия
В 1996 году в селе была возведена мечеть.

## Известные люди
В селе родился И. Г. Шайхутдинов (1936—2019) – строитель нефтегазопроводов, Герой Социалистического Труда.